# 1967年刑事法律法令（北愛爾蘭）
《1967年刑事法律法令（北愛爾蘭）》（英語：Criminal Law Act (Northern Ireland) 1967；c 18 (NI)）是北愛爾蘭議會的一項法令，為北愛爾蘭訂定了與英格蘭及威爾斯《1967年刑事法律法令》類似的條文。

## 第2條
本條已由《1989年警察及刑事證據（北愛爾蘭）令》（Police and Criminal Evidence (Northern Ireland) Order 1989）第90(2)條 （页面存档备份，存于）及附表7 （页面存档备份，存于）第I部廢除。

## 第8條
本條已由《1978年司法院（北愛爾蘭）法令》（Judicature (Northern Ireland) Act 1978）第122(2)條 （页面存档备份，存于）及附表7 （页面存档备份，存于）第II部廢除。

## 第10條
本條已由《1981年裁判法院（北愛爾蘭）令》（Magistrates' Courts (Northern Ireland) Order 1981）廢除。

## 第12條
第12(1)條中「and to subsection (2)」的字樣已由《1978年司法院（北愛爾蘭）法令》第122(2)條及附表7第II部廢除。
第12(2)條已由《1978年司法院（北愛爾蘭）法令》第122(2)條及附表7第II部廢除。

## 外部連結
- The Criminal Law Act (Northern Ireland) 1967 （页面存档备份，存于）, as amended from the National Archives.